# Martina Jentsch
Martina Jentsch född den 22 mars 1968 i Leipzig, Tyskland, är en östtysk gymnast.
Hon tog OS-brons i lagmångkampen i samband med de olympiska gymnastiktävlingarna 1988 i Seoul.